# 4983 Шроетерія
4983 Шроетерія (4983 Schroeteria) — астероїд головного поясу, відкритий 11 вересня 1977 року.
Тіссеранів параметр щодо Юпітера — 3,576.